# Deinandra clementina
Espèce
Deinandra clementina est une espèce de plante à fleurs de la famille des Asteraceae. C'est un arbuste endémique de Californie.

## Description
Deinandra clementina est un arbuste tentaculaire avec une base ligneuse, des feuilles épaisses et de petites fleurs jaunes. Il forme d'épais tapis dispersés dans les arbustes de sauge côtière à l'est et au milieu d'Anacapa Island où son feuillage vert acide est visible de loin.

## Répartition
Deinandra clementina est endémique des Channel Islands de Californie.

## Systématique
Le nom correct complet (avec auteur) de ce taxon est Deinandra clementina (Brandegee (d)) B.G.Baldwin (d).
L'espèce a été initialement classée dans le genre Hemizonia sous le basionyme Hemizonia clementina Brandegee.
Deinandra clementina a pour synonymes :
- Hemizonia clementina Brandegee
- Zonanthemis clementina (Brandegee) Davidson & Moxley

Deinandra clementina porte le nom vernaculaire anglais de Island tarplant.

### Étymologie
Le nom de genre de son basionyme, Hemizonia, vient du grec hêmizônon, hêmi « à moitié » et zônon « ceinture » signifiant : les écailles de l'involucre enveloppent à moitié les akènes.
L'épithète spécifique clementina aurait été donné en hommage au frère Clément de l'orphelinat de Misserghin en Algérie.